# Damalis drilus
Damalis drilus là một loài ruồi trong họ Asilidae. Damalis drilus được Londt miêu tả năm 1989. Loài này phân bố ở vùng nhiệt đới châu Phi.